# Spårviddsväxel
Spårviddsväxel är en anordning på ett järnvägsspår som kan byta spårvidd på en järnvägsvagn.

## Metoder
Det finns två metoder

### Den spanska metoden
Varje hjul har sin egen axel upphängd i två lagerboxar på vardera sidan om hjulet. Lagerboxarna kan förskjutas i sidled och låses med en sprint som kan dras ut underifrån. Vid växlingen lyfts vagnen upp över rälsen, sprintarna dras ut av en anordning underifrån, hjulen flyttas, sprintarna trycks in och vagnen sänks på den nya spårvidden. Det finns även en rotationslåsning mellan hjulen så att de roterar med samma varvtal vilket är viktigt för gångegenskaperna. Metoden har varit i drift många år.

### Den tyska / polska metoden
En gemensam axel med två lagerboxar används precis som för vanliga vagnar. Skillnaden är att axeln har splines som medger att hjulen kan förskjutas i sidled men rotera med samma hastighet. Låsningen sker med tre låsreglar för varje hjul. Låsreglarna kan öppnas / låsas genom att låta en arm dra ut en låsskiva innanför hjulet. Växlingen sker genom att tåget kör igenom en ca 12 meter lång växel som öppnar låsreglarna, låter hjulen glida isär/ihop och sedan låsa reglarna. Samtidigt sker även en förskjutning av bromsblocken. Metoden hade 2007 endast testats trots att den funnits länge.

## Problem och möjligheter
- Axelvikten ökar med 800 kg för den spanska och 500 kg för den tyska.
- Vanliga vagnar kan enkelt byggas om till den tyska varianten eftersom lagerboxarna fästs på samma sätt.
- Den tyska varianten är billigare både per vagn och för växeln.
- Växlingen går väsentligt snabbare med den tyska metoden.

## Boggiebyte
Byte av boggier sker också på flera ställen. Detta fortgår på följande vis:
- Tåget körs in över ett parti med fyrskensräls.
- Bogierna lossas från vagnen.
- Samtliga vagnar lyfts upp med domkrafter.
- Boggierna står kvar på spåret, kopplas ihop med dragstång och även med dragstång till de boggier som skall ersätta de utbytta.
- Samtliga boggier rullas fram, de nya hamnar i rätt läge under vagnarna.
- Vagnarna sänks ned på de nya boggierna och dessa säkras vid vagnen om kopplas med luft till bromsarna etc.
- Tåget kan köra vidare med nytt lok på den nya spårvidden.

Detta system används på enhetståg där det alltid förekommer samma typ av vagnar, vanligast på persontåg.